# Kriegerdenkmal Löbejün (Erster Weltkrieg)

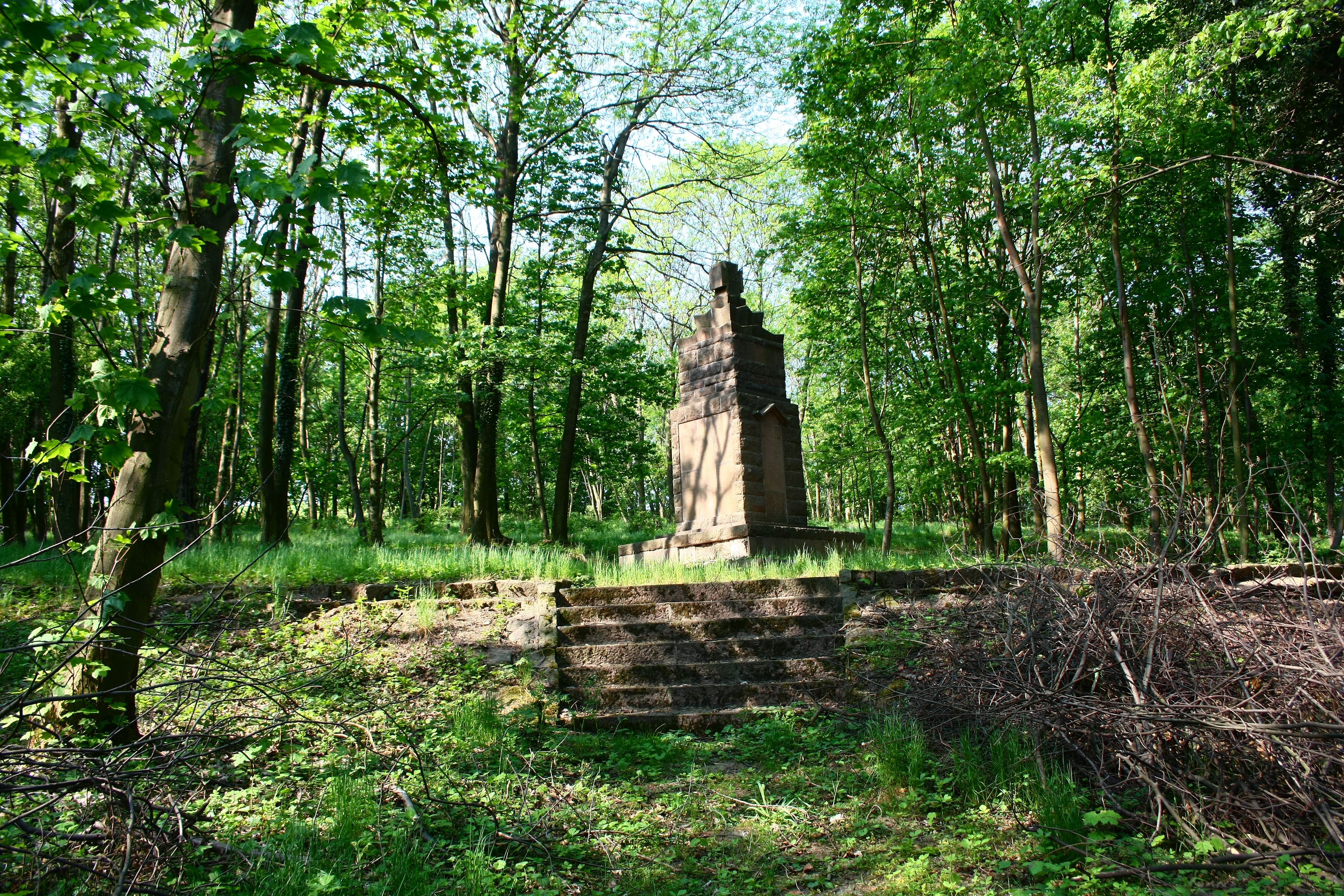
Kriegerdenkmal für die Gefallenen des Ersten Weltkriegs in Löbejün

Das Kriegerdenkmal Löbejün für die Gefallenen des Ersten Weltkriegs ist ein denkmalgeschütztes Kriegerdenkmal im Ort Löbejün der Gemeinde Wettin-Löbejün in Sachsen-Anhalt. Im örtlichen Denkmalverzeichnis ist es unter der Erfassungsnummer 094 55213 als Baudenkmal verzeichnet.
Das Kriegerdenkmal für die Gefallenen des Ersten Weltkriegs befindet sich in einem Waldstück oberhalb von Löbejün an der Bahnhofsstraße gegenüber dem ehemaligen Bahnhof. Bei dem Waldstück handelt es sich um eine eigens für das Kriegerdenkmal geschaffene und heute verwilderte Parkanlage. Das Denkmal schuf laut Dehio Bildhauer Richard Horn. Es handelt sich um eine Stele auf einem mehrstufigen Sockel, die von einem Eisernem Kreuz gekrönt wird. Die Inschrift an der Ostseite lautet 1914-1916 und 58 Namen, sie ist kaum noch lesbar. Die an der Westseite ist besser erhalten geblieben und lautet 1916-1918 und 68 Namen.
Das Kriegerdenkmal für die Gefallenen des Zweiten Weltkriegs befindet sich auf dem Friedhof von Löbejün.